# Imrich Karvaš
Imrich Karvaš (ur. 25 lutego 1903, zm. 22 lutego 1981 w Bratysławie) – słowacki ekonomista.

## Życiorys
Imrich Karvaš urodził się na południu Słowacji, w wiosce Varšany, która dzisiaj jest już częścią miasta Levice. Ojciec był podnotariuszem. Jego zadaniem było pisanie urzędowych pism, wniosków, skarg i podań do urzędów. Pomimo biedy udało mu się ukończyć gimnazjum i w 1921 roku, już w Czechosłowacji, zdać maturę. Rozpoczął studia na wydziale prawa w Bratysławie i ukończył je w 1925 roku. Naukę kontynuował w Paryżu i Strasburgu. Po powrocie na Słowację pracował na uczelni i w instytucjach finansowych. W 1934 roku otrzymał tytuł profesora zwyczajnego. W 1938 roku został ministrem przemysłu, handlu i działalności gospodarczej w rządzie Jan Syrový’ego. Po powstaniu w 1939 roku Pierwszej Republiki Słowackiej został gubernatorem Słowackiego Banku Narodowego. Pomógł zorganizować Słowackie Powstanie Narodowe przekazując rezerwy finansowe i towarowe na rzecz powstania. We wrześniu 1944 roku Karwasz zostaje aresztowany przez gestapo i wysłany do obozu koncentracyjnego w Dachau. Tam został skazany na śmierć w lutym 1945 roku, ale wyroku nie wykonano. Karvaš został w kwietniu 1945 roku przeniesiony do Tyrolu i wyzwolony przez amerykańską armię.
Po wojnie był dziekanem Wydziału Prawa. Został aresztowany w 1949 roku przez władze komunistyczne i skazany na dwa lata więzienia. Uwolniony, ponownie skazany pod zarzutem szpiegostwa w 1958 roku na 17 lat więzienia. Zrehabilitowany w 1960 roku.

## Życie prywatne
Żonaty z prawniczką Heleną Růžičkovą, miał troje dzieci: Olgę, Milana i Iwana.

## Upamiętnienie
W 1991 roku został odznaczony Orderem Tomáša Garrigue Masaryka przez Prezydenta Czechosłowacji Václava Havla za zasługi dla demokracji i praw człowieka. W 2001 roku. Prezydent Słowacji Rudolf Schuster przyznał mu Krzyż Pribiny. Od 1998 roku na Uniwersytet Ekonomiczny w Bratysławie jest przyznawany medal Imricha Karvaša za wybitne osiągnięcia w zakresie nauk ekonomicznych i teorii ekonomii. Nowy budynek Narodowego Banku Słowacji w Bratysławie stoi na ulicy Imricha Karvaša.